# Teoría descriptiva de conjuntos
En lógica matemática, la teoría descriptiva de conjuntos es el estudio de ciertas clases de subconjuntos de buen comportamiento de la recta real u otros 
espacios polacos. Además de ser una de las principales áreas de investigación en teoría de conjuntos, también tiene aplicaciones en otras áreas de las matemáticas como el análisis funcional, teoría ergódica, el estudio de álgebras de operadores y las acciones de grupo.

## Espacios polacos
La teoría descriptiva de conjuntos comienza con el estudio de los espacios polacos y sus subconjuntos de Borel.
Un espacio polaco es un espacio topológico segundo contable que es metrizable con una métrica completa. De manera equivalente, es un espacio métrico completamente separable cuya métrica ha sido "olvidada". Algunos ejemplos son la recta real {\displaystyle \mathbb {R} }, el espacio de Baire {\displaystyle {\mathcal {N}}}, el espacio de Cantor {\displaystyle {\mathcal {C}}}, y el cubo de Hilbert {\displaystyle I^{\mathbb {N} }}.

### Propiedades de universalidad
La clase de los espacios polacos posee ciertas propiedades de universalidad, lo que conlleva que no hay pérdida de generalidad al considerar ciertos casos particulares de espacios polacos especialmente simples:
- Todo espacio polaco es homeomorfo a un subespacio Gδ del cubo de Hilbert  , y todo subespacio Gδ del cubo de Hilbert es polaco.
- Todo espacio polaco se obtiene como una imagen continua del espacio de Baire; de hecho todo espacio polaco es la imagen de una biyección continua definida sobre un subconjunto cerrado del espacio de Baire. De manera similar, cada espacio polaco compacto es una imagen continua del espacio de Cantor.

Debido a estas propiedades de universalidad, y dado que el espacio de Baire {\displaystyle {\mathcal {N}}} posee la conveniente propiedad de que es homeomorfo a {\displaystyle {\mathcal {N}}^{\omega }}, es posible probar varios resultados de la teoría descriptiva de conjuntos en el contexto solamente del espacio de Baire.

## Subconjuntos de Borel
El álgebra de Borel de un espacio topológico X consiste en la σ-álgebra más pequeña que contiene los subconjuntos abiertos de X. Por tanto, el álgebra de Borel es la colección más pequeña de conjuntos tal que:
- Todo subconjunto abierto de X es un conjunto de Borel.
- Si A es un conjunto de Borel, también lo es {\displaystyle X\setminus A}. Es decir, la clase de los conjuntos de Borel es cerrada bajo complementos.
- Si An es un conjunto de Borel para cada número natural n, entonces la unión {\displaystyle \bigcup A_{n}} es un conjunto de Borel, es decir la clase de conjuntos es cerrada bajo la unión numerable de conjuntos.

Además, es conocido que dos espacios polacos no numerables cualesquiera X e Y son Borel-isomorfos; existe una biyección desde X a Y tal que la preimagen de cualquier conjunto de Borel es a su vez Borel, y a la inversa, la  imagen de cualquier conjunto de Borel es Borel. Este resultado aporta una justificación adicional a la práctica de restringir la atención a los espacios de Baire y de Cantor, dado que estos y cualquier otro espacio polaco son isomorfos en lo que se refiere a sus conjuntos de Borel.

### Jerarquía de Borel
Cada conjunto de Borel de un espacio polaco se clasifica en la jerarquía de Borel en función de cuantas operaciones de unión y complementariedad hay que emplear para obtener dicho conjunto a partir de conjuntos abiertos. La clasificación se realiza utilizando números ordinales numerables. Para cada ordinal numerable no nulo α existen las clases {\displaystyle \mathbf {\Sigma } _{\alpha }^{0}}, {\displaystyle \mathbf {\Pi } _{\alpha }^{0}}, and {\displaystyle \mathbf {\Delta } _{\alpha }^{0}}. 
- Todo conjunto abierto se define como {\displaystyle \mathbf {\Sigma } _{1}^{0}}.
- Un conjunto se define como  {\displaystyle \mathbf {\Pi } _{\alpha }^{0}} si y solo si su complemento es {\displaystyle \mathbf {\Sigma } _{\alpha }^{0}}.
- Un connjunto A se define como {\displaystyle \mathbf {\Sigma } _{\delta }^{0}}, δ > 1, si existe una secuencia ⟨ Ai ⟩ de subconjuntos, cada uno de los cuales es {\displaystyle \mathbf {\Pi } _{\lambda (i)}^{0}} para algún λ(i) < δ, tal que {\displaystyle A=\bigcup A_{i}}.
- Un conjunto es {\displaystyle \mathbf {\Delta } _{\alpha }^{0}} si y solo si es a la vez {\displaystyle \mathbf {\Sigma } _{\alpha }^{0}} y {\displaystyle \mathbf {\Pi } _{\alpha }^{0}}.

Existe un teorema que demuestra que si algún conjunto es {\displaystyle \mathbf {\Sigma } _{\alpha }^{0}} o {\displaystyle \mathbf {\Pi } _{\alpha }^{0}} entonces es {\displaystyle \mathbf {\Delta } _{\alpha +1}^{0}}, y cualquier conjunto {\displaystyle \Delta _{\beta }^{0}} es a la vez {\displaystyle \mathbf {\Sigma } _{\alpha }^{0}} y {\displaystyle \mathbf {\Pi } _{\alpha }^{0}} para todo α > β.
Por tanto, la jerarquía tiene la siguiente estructura, en la que las flechas indican inclusión:
{\displaystyle {\begin{matrix}&&\mathbf {\Sigma } _{1}^{0}&&&&\mathbf {\Sigma } _{2}^{0}&&\cdots \\&\nearrow &&\searrow &&\nearrow \\\mathbf {\Delta } _{1}^{0}&&&&\mathbf {\Delta } _{2}^{0}&&&&\cdots \\&\searrow &&\nearrow &&\searrow \\&&\mathbf {\Pi } _{1}^{0}&&&&\mathbf {\Pi } _{2}^{0}&&\cdots \end{matrix}}{\begin{matrix}&&\mathbf {\Sigma } _{\alpha }^{0}&&&\cdots \\&\nearrow &&\searrow \\\quad \mathbf {\Delta } _{\alpha }^{0}&&&&\mathbf {\Delta } _{\alpha +1}^{0}&\cdots \\&\searrow &&\nearrow \\&&\mathbf {\Pi } _{\alpha }^{0}&&&\cdots \end{matrix}}}

### Regularidad de los conjuntos de Borel
La teoría descriptiva de conjuntos clásica incluye el estudio de las propiedades de regularidad de los conjuntos de Borel. Por ejemplo, todos los conjuntos de Borel de un espacio polaco tienen la propiedad de Baire y la propiedad de conjunto perfecto. Más recientemente se ha extendido la teoría para incluir la forma en que estos resultados se pueden o no generalizar a otras clases de subconjuntos de los espacios polacos.

## Conjuntos analíticos y coanalíticos
Un subconjunto A de un espacio polaco X es analítico si es la imagen continua de un subconjunto de Borel de algún otro espacio polaco. A pesar de que cualquier preimagen continua de un conjunto de Borel es Borel, no todos los conjuntos analíticos son conjuntos de Borel. Un subconjunto es coanalítico si su complemento es analítico.

## Conjuntos proyectivos y grados de Wadge
Varias cuestiones en teoría descriptiva de conjuntos dependen en última instancia de consideraciones teóricas de conjuntos y de las propiedades de los números ordinales y cardinales. Este fenómeno es particularmente evidente en los conjuntos proyectivos. Estos se definen mediante la jerarquía proyectiva de un espacio polaco X:
- Un conjunto se define como {\displaystyle \mathbf {\Sigma } _{1}^{1}} si es analítico.
- Un conjunto es {\displaystyle \mathbf {\Pi } _{1}^{1}} si es coanalítico.
- Un conjunto A es {\displaystyle \mathbf {\Sigma } _{n+1}^{1}} si existe un {\displaystyle \mathbf {\Pi } _{n}^{1}} subconjunto B de {\displaystyle X\times X}  tal que A es la proyección de B.
- Un conjunto A es {\displaystyle \mathbf {\Pi } _{n+1}^{1}} si existe un {\displaystyle \mathbf {\Sigma } _{n}^{1}} sunconjunto B de {\displaystyle X\times X} tal que A es la proyección de B.
- Un conjunto es {\displaystyle \mathbf {\Delta } _{n}^{1}} si es a la vez {\displaystyle \mathbf {\Pi } _{n}^{1}} y {\displaystyle \mathbf {\Sigma } _{n}^{1}} .

Al igual que con la jerarquía de Borel, para cada n, cualquier conjunto {\displaystyle \mathbf {\Delta } _{n}^{1}} es a la vez {\displaystyle \mathbf {\Sigma } _{n+1}^{1}} y {\displaystyle \mathbf {\Pi } _{n+1}^{1}}.
Las propiedades de los conjuntos proyectivos no están completamente determinadas por los  axiomas ZFC. Asumiendo el axioma de constructibilidad, no todos los conjuntos proyectivos tienen la propiedad de conjunto perfecto o la propiedad de Baire. Sin embargo, considerando el axioma de determinación proyectiva, todos los conjuntos proyectivos poseen ambas propiedades. Esto se debe a que los axiomas ZFC implican la determinación de Borel, pero no la determinación proyectiva.
De modo más general, la colección completa de conjuntos de elementos de un espacio polaco X pueden agruparse en clases de equivalencia conocidas como grados de Wadge, que generalizan la jerarquía proyectiva. Estos grados está ordenados en la jerarquía de Wadge. El axioma de determinación implica que la jerarquía de Wadge de cualquier espacio polaco es bien fundada y de longitud Θ (el sucesor de la cardinalidad del continuo), cuya estructura extiende la jerarquía proyectiva.

## Relaciones de equivalencia de Borel
Un área de investigación contemporánea en teoría descriptiva de conjuntos estudia las relaciones de equivalencia de Borel. Una relación de equivalencia de Borel en un espacio polaco X es un subconjunto de Borel de {\displaystyle X\times X} que es una relación de equivalencia en X.

## Teoría descriptiva de conjuntos efectiva
El área de la teoría descriptiva de conjuntos efectiva combina los métodos de la teoría descriptiva con aquellos de la teoría de la recursión generalizada, especialmente la teoría hiperaritmética. En particular, se centra en las variantes efectivas de las jerarquías de la teoría descriptiva de conjuntos clásica. Por ello, se estudia la jerarquía hiperaritmética en lugar de la jerarquía de Borel, y la jerarquía analítica en lugar de la jerarquía proyectiva. Esta área de estudio está relacionada con versiones débiles de la teoría de conjuntos  como la teoría de conjuntos de Kripke-Platek y la aritmética de segundo orden. 